# カメイドクロック
カメイドクロック（KAMEIDO CLOCK）は、東京都江東区亀戸にある旗艦型複合商業施設である。本項では併設のプラウドタワー亀戸クロスについても記載する。

## 概要
2016年（平成28年）3月31日に閉鎖されたサンストリート亀戸の跡地を翌年末に野村不動産が購入し、その跡地に地上25階・地下2階建マンション「プラウドタワー亀戸クロス」と共に整備したのが「カメイドクロック」である。
メインターゲットを子育てファミリー層に据え、大型スーパーマーケットと生鮮三品・食物販の専門店が集う「カメクロマルシェ」、亀戸の下町ならではの食文化を生かした新しい地域コミュニティ拠点「カメクロ横丁」、屋外にキッズパークを兼ねそろえた約540席のフードコート「アソビバ！フードパーク！」が造られている。
このほか、野村不動産から江東区が用地の提供を受け、敷地南東部に隣接する第二亀戸小学校の増設棟を整備した。

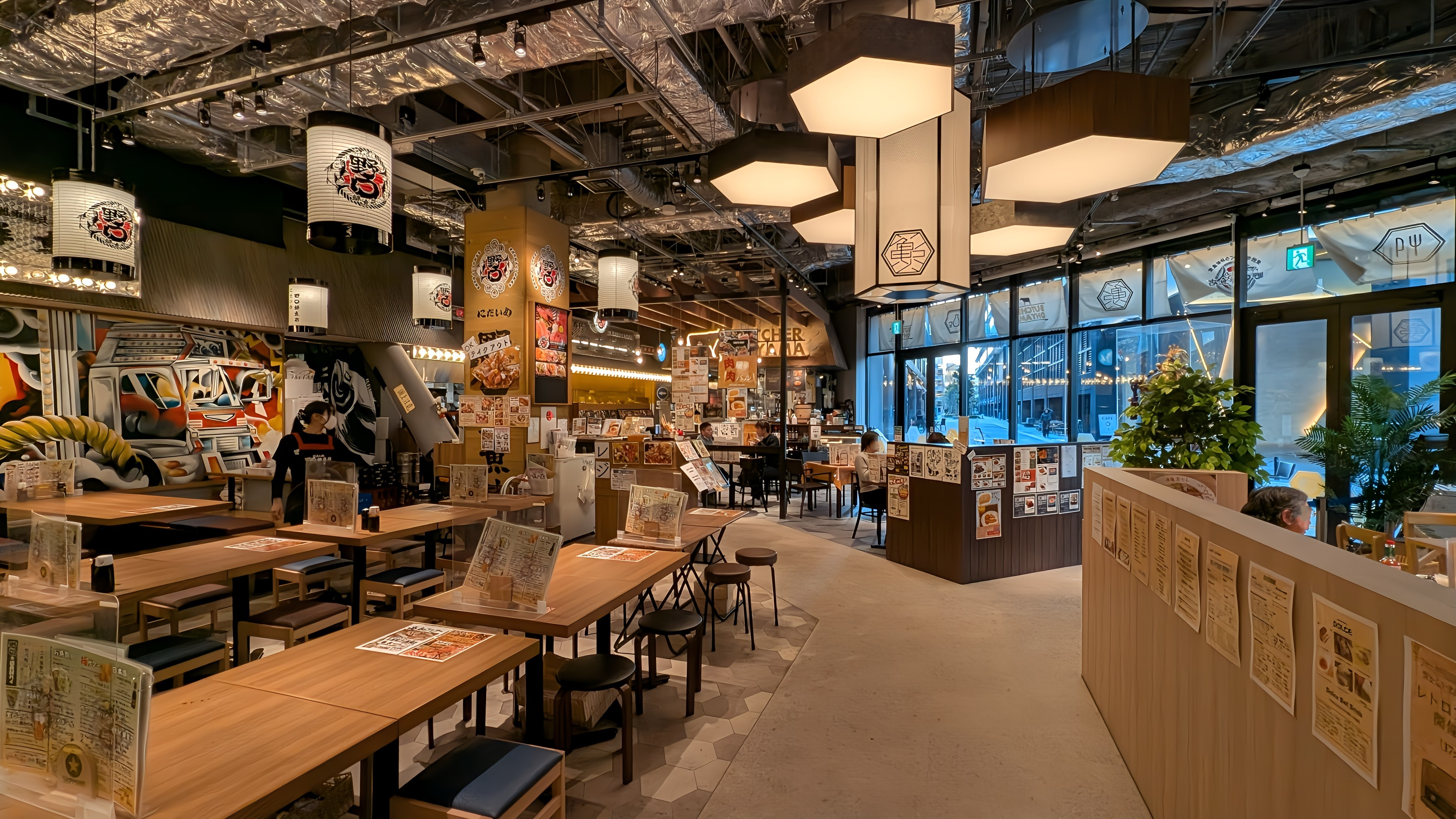
カメクロ横丁
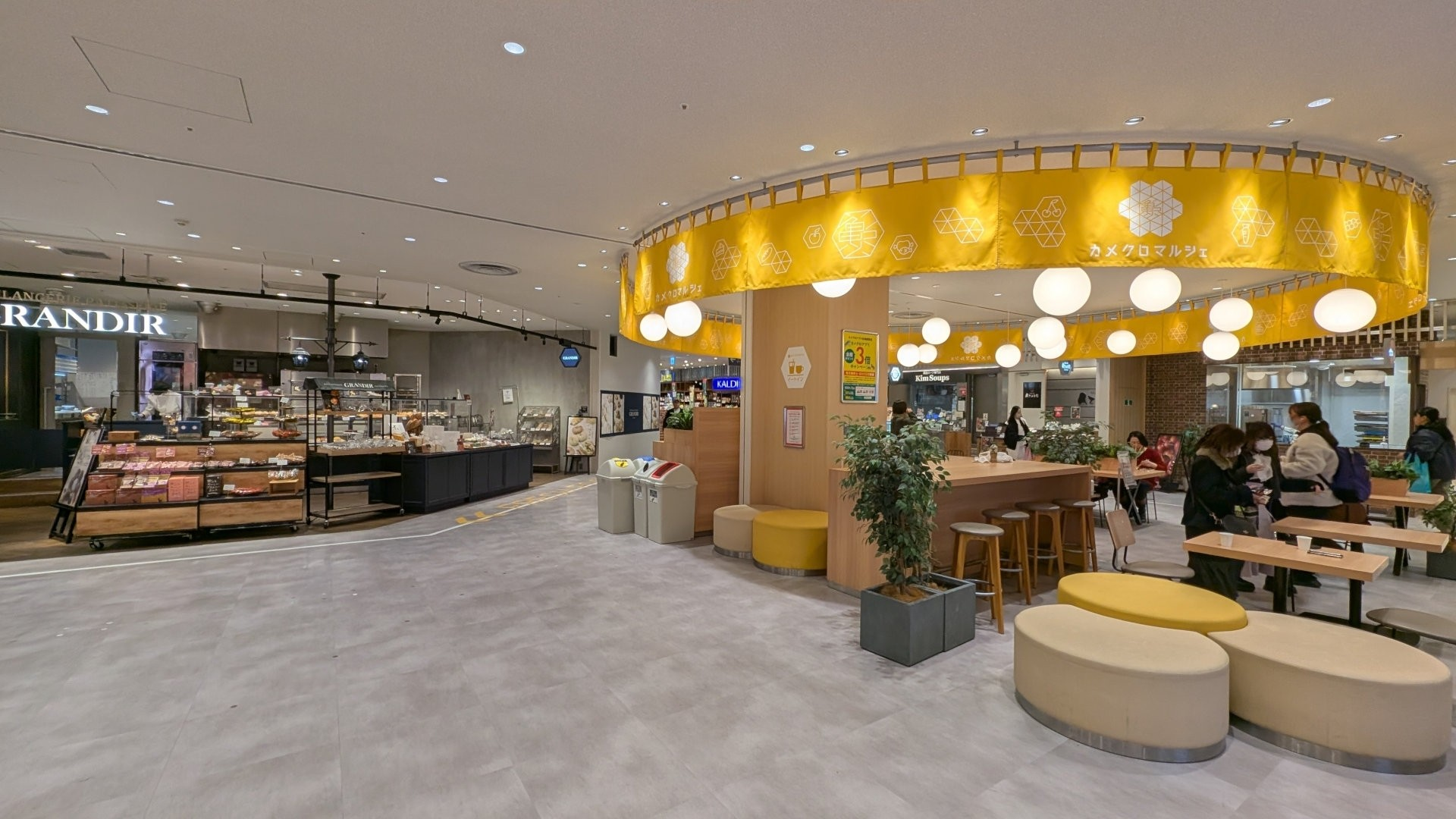
カメクロマルシェ
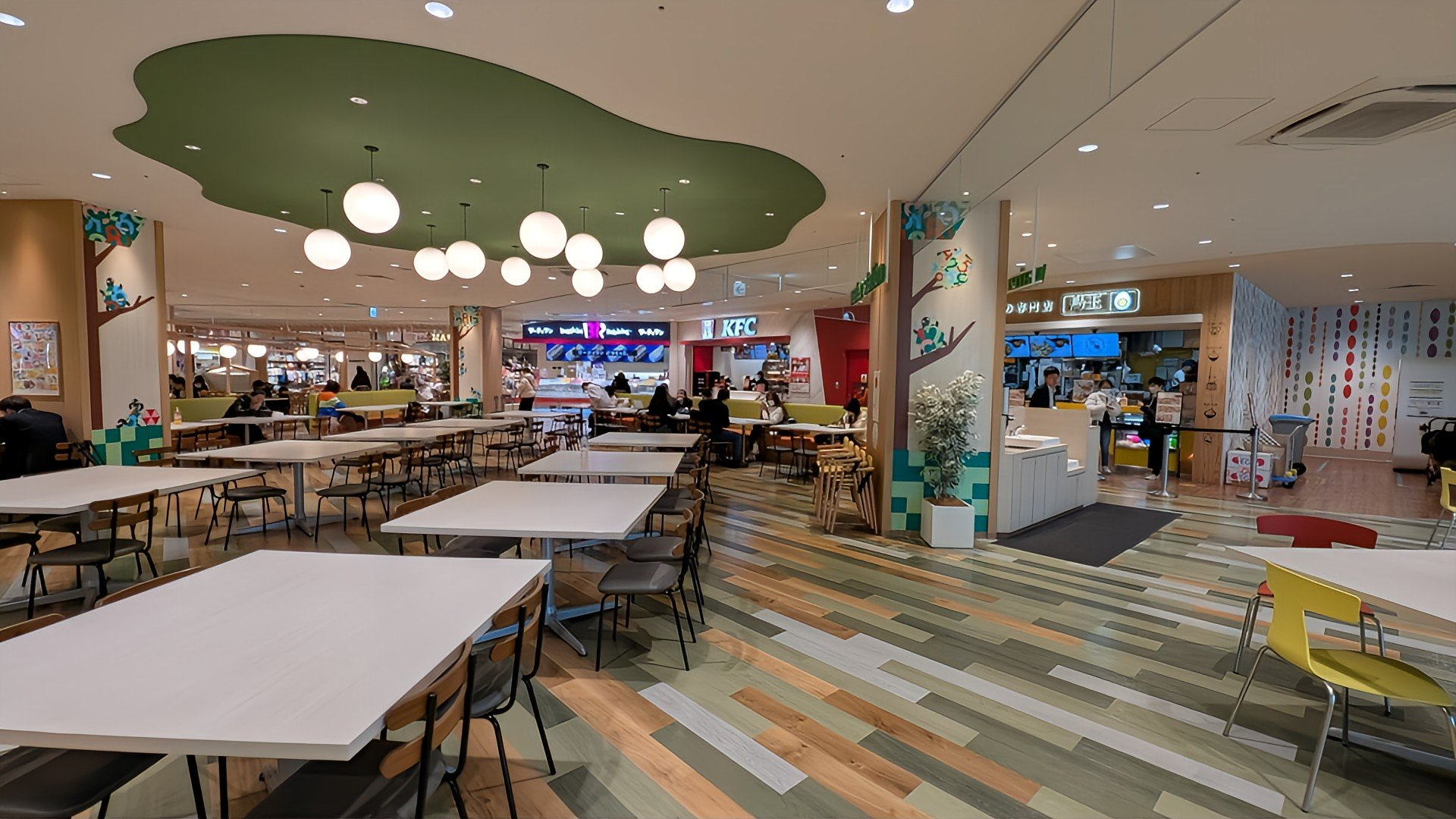
フードパーク

## 施設名称
本施設の敷地には、1939年から1993年まで第二精工舎（現・セイコーインスツル）の東京工場があり、工場閉鎖後には1997年に商業施設「サンストリート亀戸」が建てられ、地元の生活インフラを担うほかアイドルイベントなどが行われたが、2016年3月31日に閉館となった。2022年に開業した本施設は、「この地の記憶を紡ぎ、みんなが集まり、みんなの日々を、亀戸の記憶を刻む場所」として「KAMEIDO CLOCK（カメイドクロック）」と命名された。

## 年表
- 2022年（令和4年）4月28日 - 開業[5]。

## 主なテナント
出店するテナントの詳細は公式サイトのショップニュースを参照。
- コジマ×ビックカメラ、ニトリ中心に飲食店が多数を占めている。

## ステージ
サンストリート亀戸時代、マーケットフロアでお笑いライブ、歌唱イベントを行うことが多く、アイドルの聖地とも呼ばれていたことを踏まえ、カメイドクロックでは複数の常設ステージを構えている。

### まちかど広場
カメクロプラザとも呼称。駅前メインゲート前の導線上に位置する広場であり、ステージはないものの、大道芸やフードトラックによるイベントが行われる。

### カメクロステージ
住宅棟・小学校増築棟の間にある施設内最大の広さを持つ常設ステージ。広場には最大300人着席可能。無料お笑いイベント、無料アイドルライブやリリースイベントなどが行われる。

### カメクロコート
屋内吹き抜けホール部にあるステージ付きコート。ステージ後ろに大型ビジョンを備える。着席時120人規模のイベントに対応しており、参加・体験型イベントやワークショップ、展示イベントが主に行われる。屋内のため雨天時はステージイベントがこちらに場に振り替えられることもある。

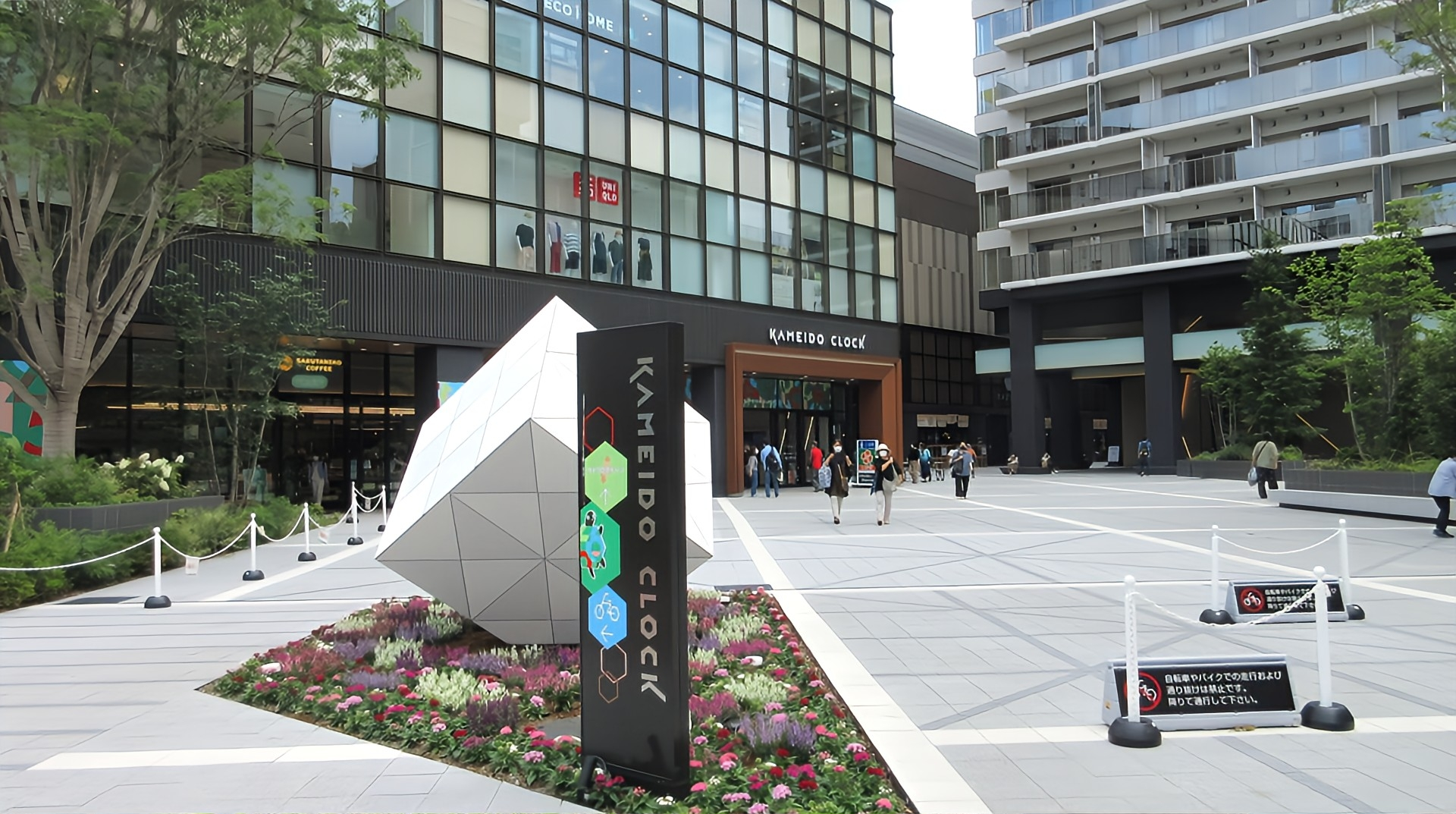
カメクロプラザ入り口前・まちかど広場
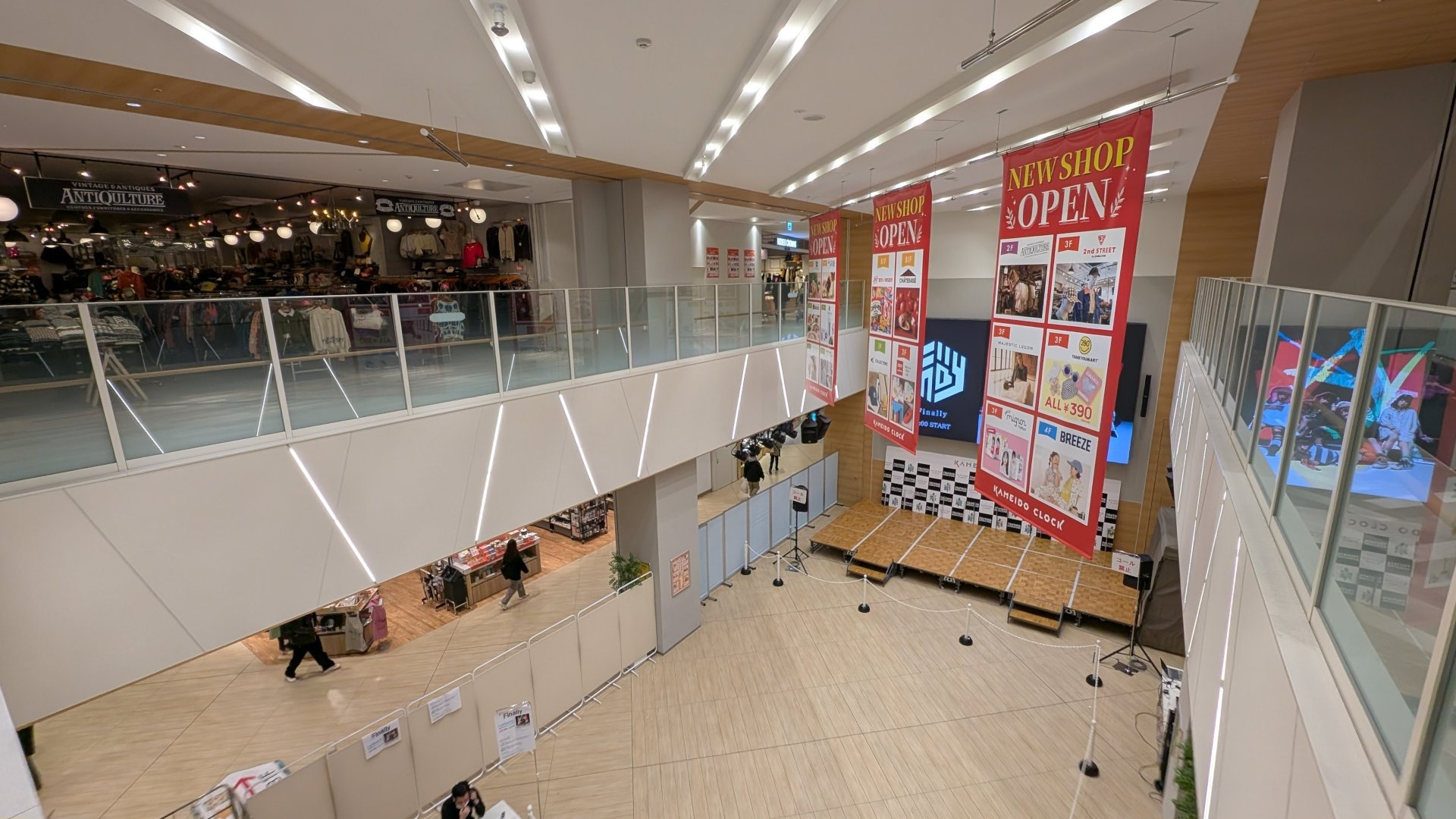
カメクロコート

## プラウドタワー亀戸クロス

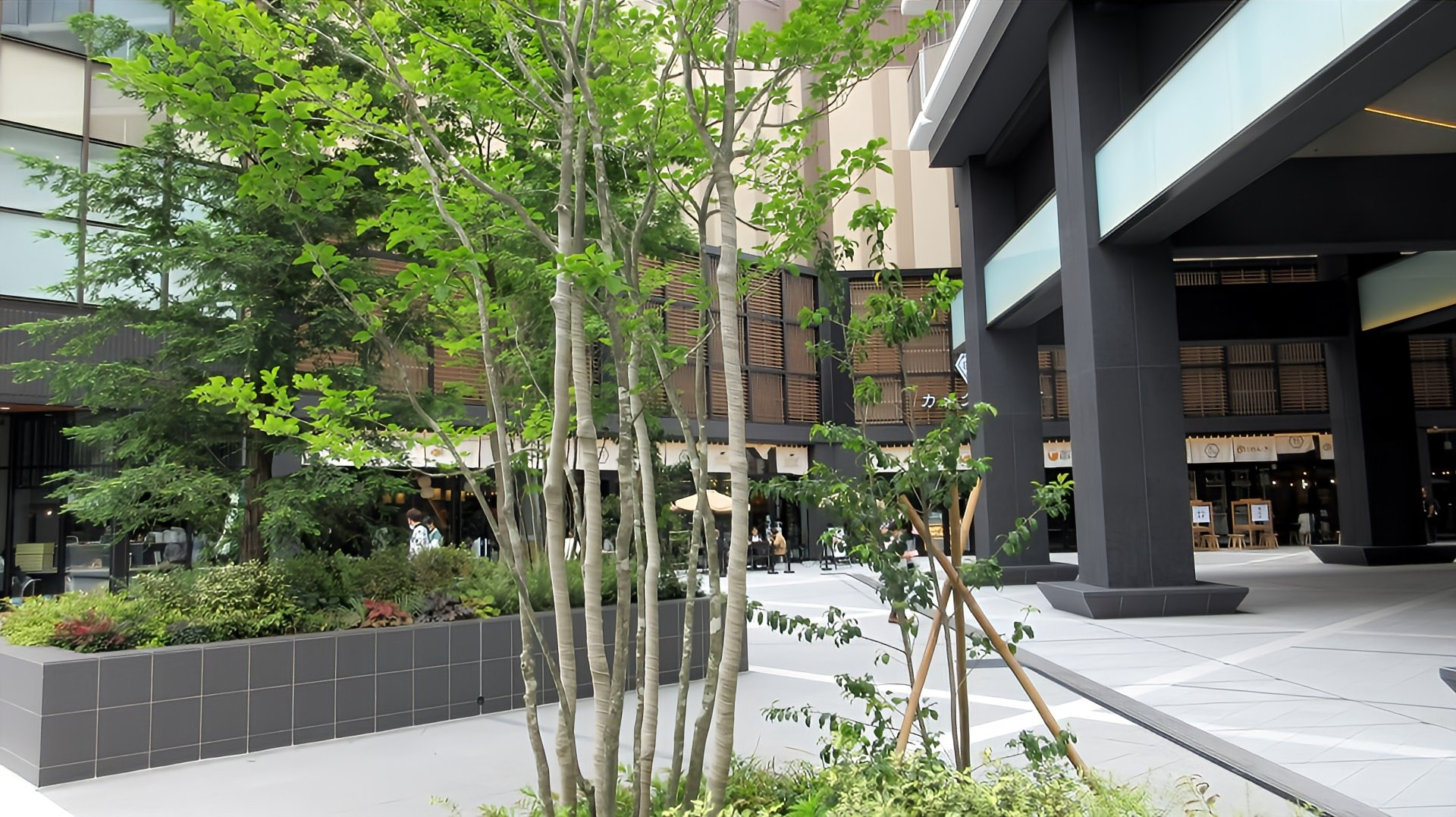
プラウドタワー前の植栽

それぞれ地上25階地下2階建ての「ブライトタワー」・「ゲートタワー」の2棟で構成され、カメイドクロックとはデッキで直結している。22年1月に竣工し、総戸数は934戸。全館空調システム「床快full（ゆかいふる）」が導入された。
間取りはワンルームから4LDK、専有面積は28.48～135.49平方メートル。平均坪単価は370万円。

## アクセス
- 亀戸駅東口から徒歩2分。
- 都営バス水神森バス停下車徒歩1分・または亀戸駅入口下車。